# 蒂皮科查湖 (丘基班比利亞區)
13°59′54″S 72°46′48″W / 13.99833°S 72.78000°W
蒂皮科查湖（Tipiqucha），是秘魯的湖泊，位於該國南部阿普里馬克大區，由格羅省的丘基班比利亞區負責管轄，該湖泊處於帕查查卡湖以西。